# Pro Dva Kvadrata
Pro Dva Kvadrata, també anomenada Pro dva kvadrata. Suprematicheskii skaz v 6-ti postroikakh, és una obra de 1922 de l'artista rus Lázar Márkovich Lissitzky (1890-1941).

## Context
L'artista realitza l'obra l'any 1921, abans de traslladar-se a Berlín, Alemanya. Al voltant d'aquest any es donen diferents esdeveniments com ara l'entrada de Malévich a l'UNOVIS (l'afirmació del nou) que era un grup de treball corresponent al suprematisme. El Lissizky també realitza una carpeta anomenada PROUN (Projecte per l'afirmació del nou) definint un terme que es troba entre la pintura i l'escultura.
Finalment, entre Vítebsk i Moscú concep l'obra 'Pro dva kvadrata' publicada a la ciutat alemanya a la que es desplaça l'any seguent, 1922.

## Fitxa tècnica
- autor: Lázar Márkovich Lissitzky

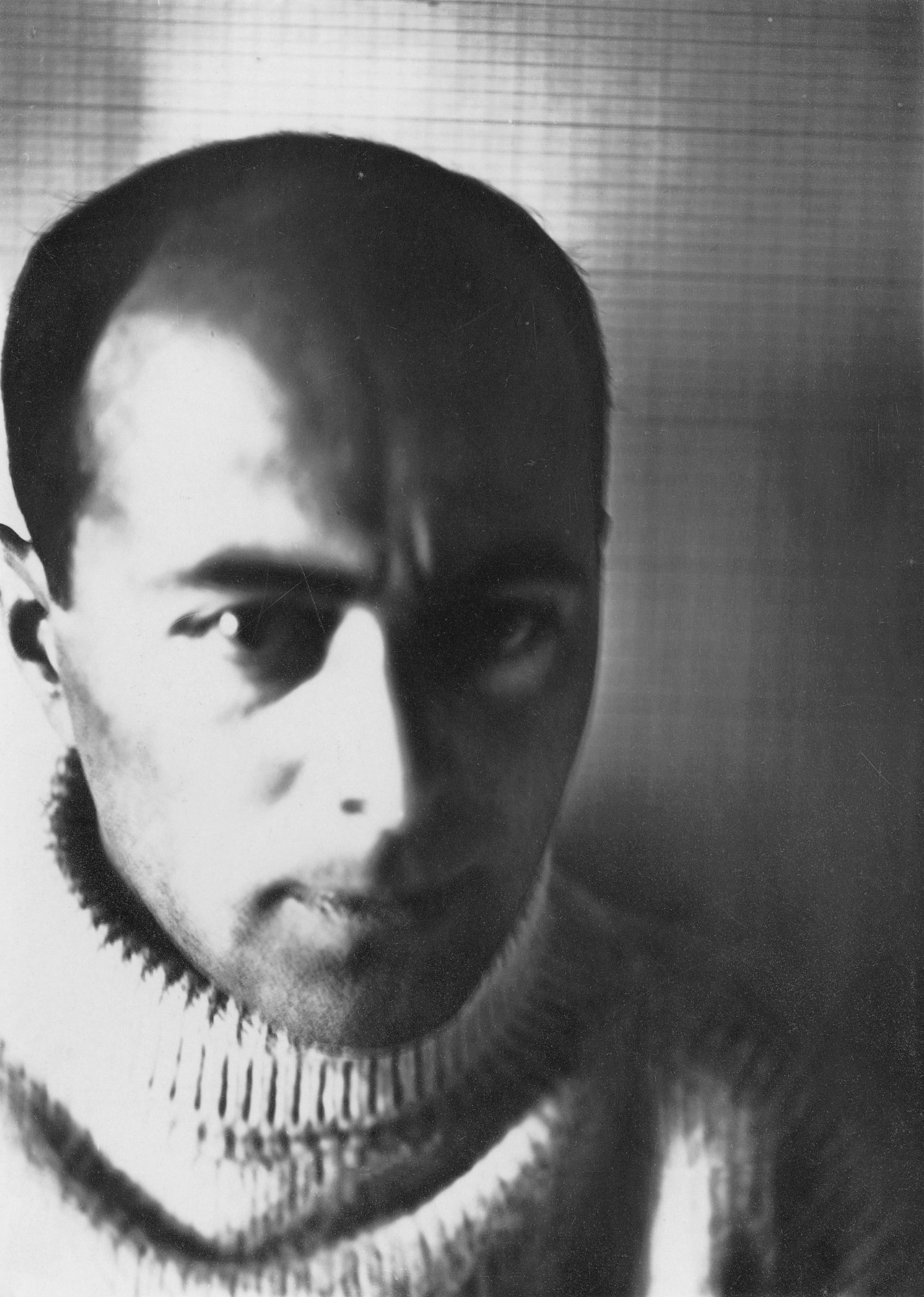
Lázar Márkovich Lissitzkyautoretat

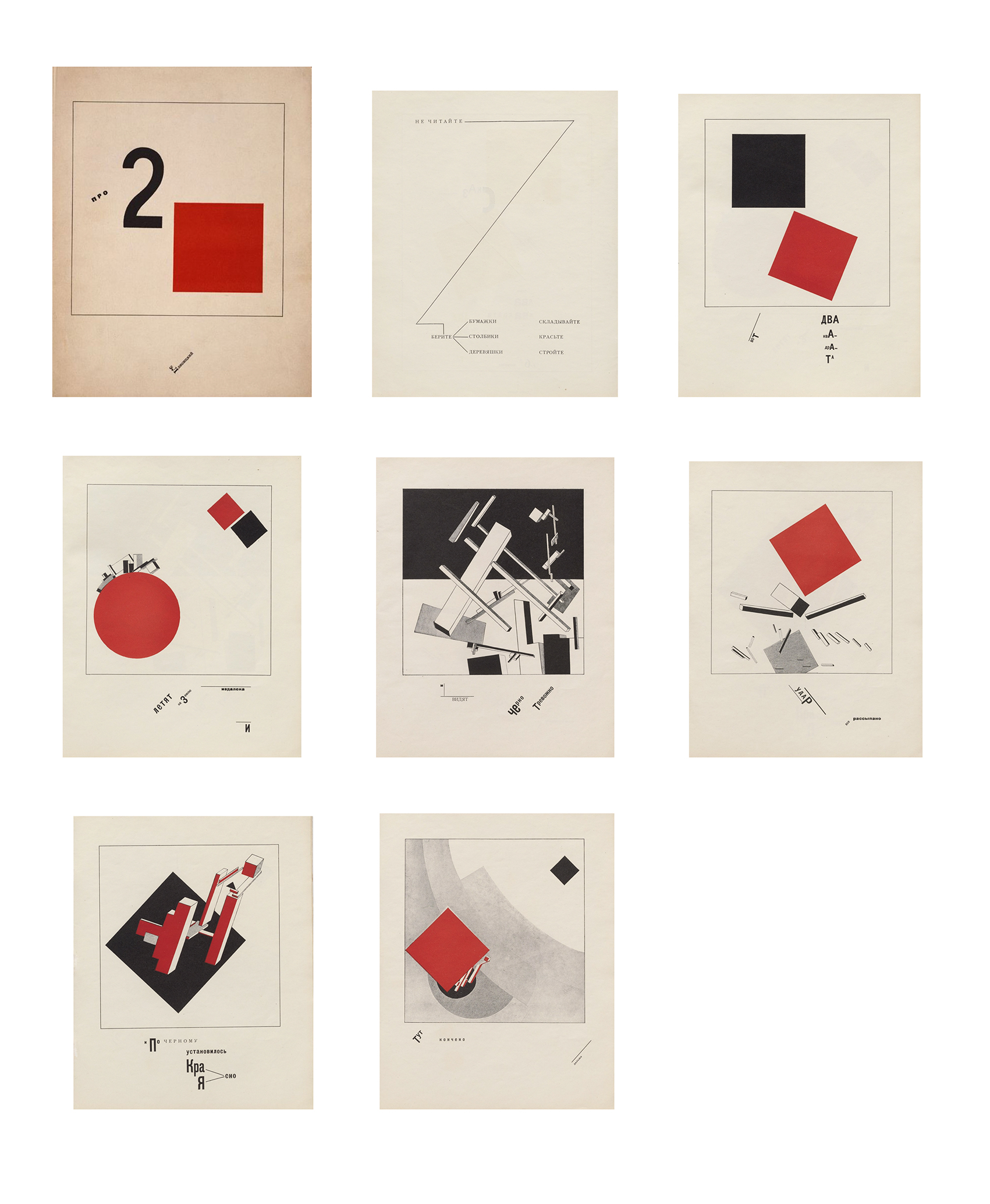
Portada i pàgines del llibre

- cronologia: creació 1921 publicació 1922
- títol: Pro dva kvadrata. Suprematicheskii skaz v 6-ti postroikak
- estil: Suprematisme
- cromatisme: vermell, blanc i negre
- ubicació: Spencer Collection, estanteria: Spencer Coll. Ger. 1922 93-38[2]
- dimensions: 28 x 22.5 x 0.4 cm[3]

## Descripció formal
L'obra consta de 8 pàgines incloent la portada. Els unics colors emprats son el negre, el vermell i el blanc del fons. El tipus de grafics utilitzats en l'obra són les figures geomètriques, la tipografia i els nombres. En ella s'uneixen el enmaquetatge i el disseny, a través de la combinació d'elements creant un efecte de suspensió dels objectes en l'espai.

### Portada
Ella destaquen dos elements principals, que fan que la mirada del expectador vaigi directa a aquells punts: el número 2 situat a la part centre-superior de l'esquerra de la imatge i el quadrat vermell situat en la part centre-inferior a la dreta. Aquests dos queden enmarcats dins de un altre quadrat lineal en tinta negra impresos en paper blanc. A l'esquerra del 2 es poden observar 3 grafies en rús i a la part inferior del quadrat altra paraula lleugerament mes extensa. Ambdues colorejades en tinta negra.

### Interior

#### Primera pàgina
Tots els elements que apareixen en ella son a linea i de color negre.
En ella nomes es mostren uns pocs elements i la composició és senzilla. La estructura es de tipus esquemàtic amb paraules interelacionades per linees i vectors.
El major pes visual es troba a la part inferior: que a diferència de la superior (una paraula i una línea) i el centre (línea que creua d'esquerra a dreta) conté set paraules diferents i un petit esquema que les relaciona.

#### Segona pàgina
Els dos elements principals que reben la majoria del pes visual de la imatge son un dos quadrats enmarcats per altre quadrat a traçat a línea negra. En la part superior del enmarcat s'observa el quadrat negre, colorejat a tinta plana negra. En la part inferior es troba el quadrat vermell, plasmat de la mateixa manera que l'anterior pero colorejat amb una altra tinta. Aquest últim es troba lleugerament inclinat cap a la dreta.
Fora del marc es troben en el costat dret quatre paràgrafs i en el esquerre un vector inclinat amb tres grafies en la part inferior.

#### Tercera pàgina
La composició general de la pagina queda dividida al igual que en el cas anterior, la part superior queda ocupada per la il·lustració i la inferior per les grafies. La il·lustració segueix el mateix mètode de representació que l'anterior. En l'interior del marc creat a partir d'un quadrat lineal es troba el dibuix, creat a base de figures geomètriques dels dos colors principals: negre i vermell.
En el marc superior dret es troben dos quadrats: vermell i negre, en aquest ordre, lleugerament inclinats a la dreta i en el marc inferior contrari un cercle de dimensions superiors coronat per figures geomètriques lineals negres i grises.
Fora del marc en el centre hi ha dues paraules en diferents paràgrafs incinades cap a la dreta de forma ascendent i en la part superior i inferior esquerra es troben una serie de grafies amb una linea fina damunt seu.
Quarta pàgina
Es repeteixen les pautes dels anteriors fulls, la representació queda enmarcada dins del quadrat lineal de les mateixes dimensions al anterior. Fora, igual que en la resta, es troben paraules escrites. En el sector dret s'observen dues amb inclinació ascendent cap a la dreta i en el sector esquerre una paraula, dos linees i una grafia amb un format tipogràfic molt mes lleuger que l'altre. Sense negreta i afegint-hi serif.
En l'interior del marc s'hi troben diferents tipus de figures geomètriques amb diferents inclinacions. Algunes d'elles estan fetes a linea, altres colorejades amb un gris no uniforme i altres en negre. Totes elles en tres dimensions.
La part superior de la composició es una taca negra en tinta plana i la inferior queda descobert el color original de la fulla.

#### Cinquena pàgina
En aquesta pagina es conitnua en la mateixa linea, marc i tipografia sota.
Dins del marc hi ha un punt mes cridaner que la resta: el gran quadrat vermell al centre-superior de la composició. Aquest queda lleugerament inclinat i sota seu s'obsreven les figures geomètriques que s'han anat trobant en pàgines anteriors. Totes elles de color negre a linea o amb taques gris no uniformes. Aquestes estan disoposades en el espai de manera que ocupen tot el registre inferior de la composició enmarcada.
Sota del marc es troben tres paraules, una d'elles amb una linea negra que la subratlla i la encapçala. Aquesta ultima es troba en la part central inclinada de forma descendent, la resta a la part dreta.

#### Sisena pàgina
Aquesta fulla mostra nous elements que l'espectador encara no havia contemplat abans. En el centre-dret hi ha un gran quadrat negre completament inclinat i damunt seu s'observa una gran fogura geomètrica amb una gran multiplicitat de figures al voltant amb la cara frontal colorejada en tinta plana vermella. La resta de les cares segueixen sent o gris o blaques.
Sota del marc hi ha set elements tipogràgics i dues linees que relacionen dos dels elements de forma esquemàtica.

#### Setena pàgina
Finalment l'ultima pàgina mostra els dos quadrats que han aparegut al llarg de tot el relat. El quadrat vermell es troba representat en una escala molt superior a la del negre i ambdós es troben lleugerament incinats. En el registre superior de la composició només s'observa en la part dreta el petit quadrat negre, mentre que la resta del pes visual queda en la part inferior al voltant del quadrat vermell. Entorn aquest ultim es troben una sèrie de semicercles que gradualment es converteixen en mes obscurs, creant una espècie de efecte onada o d'aura al voltant del quadrat vermell. Sota d'aquest últim s'intueix un cercle negre de dimensions mes reduides i una composició a base de figures geomètriques amb el mateix format quen en la anterior pàgina: la cara frontal vermella i la resta en tons gris i blancs.
Fora del marc tan sols queden tres elements tipogràfics repartits en l'espai. Dos d'ells queden en la part esquerra i un en la part dreta. Aquest ultim té una linea en la part superior.

## Concepte
L'obra tracta de mostrar als nens com el comunisme podia crear un món nou i net.
Aquesta voluntat de dirigir la obra a un public mes infantil no es fa incompatible amb el gest politic i el missatge que conté. La narració es centra en exposar un món caótic que gràcies a una brissa i a l'arribada de dos quadrats voladors s'ordena i organitza. En el llibre el suprematisme aconsegueix mostrar un món sense imperfeccions ni conflicte. Molt vinculat a la nova visió que el comunisme estava oferint al món durant l'època.
Tracta d'alguna manera mostrar el lema 'treballadors del món uniu-vos!'

## Després de la publicació
Després de la publicació de la proposta artística de Lissitzky els pròxims anys es converteixen en claus per a la seva carrera professional. A partir de l'any 1922 comença a visitar la majoria de les ciutats centreeuropees i a insertarse en grups avantgaurdistes, donar conferències, crea una revista i es relaciona amb grans personalitats artístiques del moment.
Gran part de la seva feina també queda enfocat a el disseny d'exposicions on en destaquen principalment tres:
- La sala per a l'acte constructiu, en la Internationale Kunstausstellung de Dresde de 1926
- Un encàrrec de Alexander Dorner, 'el gabinet dels abstractes', per al el Provinzialmuseum de Hannover l'any 1928
- Pavelló de la Unió Soviètica a l'Internationale Presse-Ausstellung, celebrada a Colonia l'any 1928

A part, durant els anys 1925 (dirigeix un taller d'interiorisme al Vjutemas) i entre el 1932 i el 1940 (realitza cartells per a Stalin a la revista 'SSSR na stroike') a part de multiples reportatges.